# Eunidia apicefusca
Eunidia apicefusca là một loài bọ cánh cứng trong họ Cerambycidae.